# Eremophila prostrata
Eremophila prostrata är en flenörtsväxtart som beskrevs av Chinnock. Eremophila prostrata ingår i släktet Eremophila och familjen flenörtsväxter. Inga underarter finns listade i Catalogue of Life.